# 東邦ガス硬式野球部
東邦ガス硬式野球部（とうほうガスこうしきやきゅうぶ）は、愛知県名古屋市に本拠地を置き、日本野球連盟に加盟する社会人野球の企業チームである。
運営母体は、東海3県をエリアとする一般ガス事業者の東邦ガス。

## 概要
1928年、『東邦瓦斯硬式野球部』として創部。
1939年に都市対抗野球に初出場し、1942年には3年ぶり2回目となる都市対抗野球に出場し初勝利をあげるなど、戦前・戦中にかけては全国大会への出場歴があったが、戦後は長く低迷期が続いた。
2003年、東海地区第6代表として61年ぶり3回目となる都市対抗野球への出場を決めた。本戦では、1回戦でNTT東日本に5-7で敗れた。
2006年、これまで日本選手権においては、東海地区の枠が都市対抗野球に比べて少ないため、本戦出場を果たせずにいたが、同年の日本選手権では東海予選を勝ち上がり本戦初出場を決めた（同予選は東海地区選手権を兼ねており、決勝でトヨタ自動車を破って東海地区選手権初優勝も果たした）。そこから、2014年まで8大会連続で出場を果たしている。

## 設立・沿革
- 1928年 - 創部。
- 1939年 - 都市対抗野球に初出場（初戦敗退）。
- 2006年 - 日本選手権に初出場（初戦敗退）。

## 主要大会の出場歴・最高成績
- 都市対抗野球大会 - 出場17回、8強1回（2021年）
- 社会人野球日本選手権大会 - 出場10回、8強2回（2012、2021年）
- JABA長野県知事旗争奪野球大会 - 優勝1回（2012年）
- JABAベーブルース杯争奪大会 - 優勝1回（2014年）
- JABA四国大会 - 優勝1回（2014年）
- JABA静岡大会 - 優勝1回（2016年）
- JABA新潟大会 - 優勝1回（2005年）
- JABA富山市長旗争奪富山大会 - 優勝2回（2003、2009年）
- JABA高山市長旗・飛騨市長杯争奪高山大会 - 優勝3回（2000、2003、2005年）
- JABA伊勢・松阪大会 - 優勝2回（1991、1992年）

## 主な出身プロ野球選手
- 菊地正法（投手） - 2006年大学生・社会人ドラフト4位で中日ドラゴンズに入団
- 藤江均（投手） - 2008年ドラフト2位で横浜ベイスターズに入団
- 加藤竜馬（投手） - 2023年ドラフト6位で中日ドラゴンズに入団

## 元プロ野球選手の競技者登録
- 岩田次男（元：朝日軍、東京セネタース、名古屋軍） - 選手兼任監督→退団
- 吉田大喜（元：東京ヤクルトスワローズ） - 選手（2024年 - ）

## かつて在籍していた主な選手
- 水本弦 - 選手として在籍。